# Ludwig Preis
Ludwig Preis (Passau, 11 de noviembre de 1971 – Passau, 27 de mayo de 2017) fue un entrenador de fútbol alemán, que entrenó el SpVgg Greuther Fürth de forma interina después de a destitución de Mike Büskens. Desde el 11 de marzo de 2013 hasta el final de la temporada, fue segundo del Frank Kramer. En la temporada 2013/14, dirigió al equipo SpVgg Sub-23, pero se fue después del final de la temporada.
Preis murió el 27 de mayo de 2017 después de una larga enfermedad. No tenía equipo cuando murió.

## Clubes

### Como entrenador
| Club                     | País     | Año       |
| ------------------------ | -------- | --------- |
| 1. SC Feucht (asistente) | Alemania | 2003–2005 |
| TSV Neustadt/Aisch       | Alemania | 2006–2010 |
| TSV Neustadt/Aisch       | Alemania | 2010      |
| Baiersdorfer SV          | Alemania | 2010–2012 |
| SpVgg Greuther Fürth II  | Alemania | 2013      |
| SpVgg Greuther Fürth     | Alemania | 2013      |
| SpVgg Greuther Fürth II  | Alemania | 2013–2014 |